# Hammerbach (Mies)
Der Hammerbach (tschechisch Hamerský potok; deutsch Lohbach; am Unterlauf tschechisch auch Tichá) ist ein etwa 32 Kilometer langer, linker bzw. nordwestlicher Nebenfluss der Mies (Mže) in Tschechien und Deutschland.

## Verlauf
Der Hammerbach entspringt in Böhmen im Oberpfälzer Wald (Český les) auf den Fluren der Gemeinde Stará Voda (Altwasser). Sein Quellgebiet befindet sich südöstlich des 865 Meter hohen Čupřina (Schopfberg) bei der Wüstung Slatina (Slatinský les; Lohhäuser).
Der Hammerbach fließt – nun Lohbach genannt – nach Süden ins bayerische Mähring, die einzige Gemeinde an dem Flüsschen auf deutschem Gebiet. Nach wenigen Kilometern wendet sich das Gewässer nach Passieren der Neumühle und des Mähringer Weilers Treppenstein wieder nach Böhmen, wo es in südöstlicher Richtung durch die Orte Broumov (Promenhof), Planá (Plan) und Brod nad Tichou (Bruck am Hammer) fließt.
Zwei Kilometer südlich von Brod bildet der Hammerbach den romantischen Karolinengrund (Karolina dolina), der nach der Gräfin Karoline von Nostitz-Rieneck auf Plan benannt wurde. Das frühere Bergbaugebiet und der Industriestandort sind heute ein Erholungsgebiet.
Bei dem zur Gemeinde Kočov (Gottschau) gehörenden Dorf Ústí nad Mží (Truß) mündet der Hammerbach in die Mies, einen westlichen Zufluss der Beraun (Berounka).